# Sevlievo
Sevlievo (búlgaro:Севлиево) é uma cidade da Bulgária, localizada no distrito de Gabrovo. A sua população era de 24,065 habitantes segundo o censo de 2010.

## População
| Sevlievo | Sevlievo | Sevlievo | Sevlievo | Sevlievo | Sevlievo | Sevlievo | Sevlievo | Sevlievo | Sevlievo | Sevlievo | Sevlievo | Sevlievo | Sevlievo | Sevlievo | Sevlievo | Sevlievo | Sevlievo | Sevlievo | Sevlievo |
| --- | -------- | -------- | -------- | -------- | -------- | -------- | -------- | -------- | -------- | -------- | -------- | -------- | -------- | -------- | -------- | -------- | -------- | -------- | -------- |
| Ano | 1887     | 1910     | 1934     | 1946     | 1956     | 1965     | 1975     | 1985     | 1992     | 2001     | 2002     | 2003     | 2004     | 2005     | 2006     | 2007     | 2008     | 2009     | 2010     |
| População |          |          |          | 9,827    | 14,381   | 20,423   | 24,429   | 26,440   | 25,494   | 24,775   | 24,804   | 24,799   | 24,613   | 24,580   | 24,448   | 24,414   | 24,258   | 24,241   | 24,065   |
| Fontes: Instituto Nacional de Estatísticas, „citypopulation.de“, „pop-stat.mashke.org“, Bulgarian Academy of Sciences |          |          |          |          |          |          |          |          |          |          |          |          |          |          |          |          |          |          |          |